# Daniel Malan Joubert
Daniel Malan (Danie) Joubert (* 4. November 1928 in Pretoria; † 19. März 1994), manchmal auch als D. M. Joubert zitiert, war ein südafrikanischer Tierwissenschaftler und Hochschullehrer.

## Leben
Joubert war der Sohn von Gerhardus Joubert und Dorothea Malan. Nach dem Abschluss der Pretoria Boys’ High School im Jahr 1945 studierte er Agrarwissenschaften an der Universität Pretoria, wo er 1949 den Bachelor of Science und 1952 mit der Dissertation The influence of winter nutritional depressions on the growth, reproduction and production of cattle den Master of Science. 1953 heiratete er Annatjie Elizabeth Wessels, mit er zwei Töchter hatte. Anschließend ging er nach England, wo er 1955 an der University of Cambridge unter der Leitung des Physiologen John Hammond zum Ph.D. promoviert wurde. Nach seiner Rückkehr nach Südafrika erhielt er eine Stelle als Senior Lecturer an der Universität Pretoria, wo er 1960 zum Leiter der Abteilung für Schaf- und Wollkunde ernannt wurde. Im Jahr 1962 wurde er stellvertretender Forschungsdirektor für die Region Transvaal des Landwirtschaftsministeriums und 1970 zum Regionaldirektor für professionelle Hilfsdienste ernannt. Gleichzeitig war er Generalsekretär der Regionalkommission für die Erhaltung und Nutzung des Bodens im südlichen Afrika, ein Amt, das ihn zu 27 Reisen in afrikanische Staaten führte. Von 1970 bis 1976 leitete er die Abteilung für Agrarwissenschaften an der Fakultät für Natur- und Agrarwissenschaften der Universität Pretoria. 1973 wurde er zum Direktor der Region Transvaal ernannt. Joubert veröffentlichte über 86 wissenschaftliche Arbeiten in internationalen Fachzeitschriften, viele weitere semiwissenschaftliche Arbeiten und Berichte und wurde für seine Forschungen über Wachstum und Fortpflanzung bei Nutztieren ausgezeichnet. Für seine Veröffentlichungen auf diesen Gebieten wurde ihm 1976 der akademische Grad eines D.Sc. der Universität Stellenbosch verliehen. 
1977 wurde Joubert zum stellvertretenden Präsidenten des Council for Scientific and Industrial Research (CSIR) ernannt, ein Amt, das er 1979 aufgab, um als stellvertretender Leiter an die Universität Pretoria zurückzukehren. 1982 wurde er zum Rektor und Vizekanzler ernannt, trat jedoch 1992 von diesen Posten zurück. An der Universität Pretoria betreute oder prüfte er rund 50 Postgraduierte in den Tierwissenschaften. Von 1989 bis 1992 war er Vorsitzender des wissenschaftlichen Beirats des Staatspräsidenten und wurde 1990 zum Vorsitzenden des Rates für landwirtschaftliche Forschung ernannt, ein Amt, das er bis zu seinem Tod innehatte.
Joubert war auch auf dem Gebiet der wissenschaftlichen Veröffentlichungen aktiv und war von 1961 bis 1964 der erste Herausgeber der Proceedings of the South African Society of Animal Production sowie von 1966 bis 1976 Redaktionsvorsitzender des South African Journal of Agricultural Science und der daraus hervorgegangenen Zeitschriften. Aus diesen Bemühungen ging das Büro für wissenschaftliche Veröffentlichungen hervor, dessen erster Vorsitzender Joubert von 1976 bis 1979 war. 
Joubert starb im März 1994 im Alter von 65 Jahren an den Folgen einer Krebserkrankung.

## Mitgliedschaften und Ehrungen
Seit seiner Rückkehr aus Cambridge engagierte sich Joubert sehr für die Förderung der Wissenschaft. 1961 war er Gründungsmitglied bei der South African Society of Animal Production, von 1966 bis 1968 deren Vorsitzender und von 1980 bis 1981 Präsident. 1968 war er Ratsmitglied der World Association of Animal Production, von 1968 bis 1970 Ratsmitglied der National Association of Natural Scientists. 1970 war er Präsident der South African Biological Association. Von 1970 bis 1977 war er Vorsitzender des Co-ordinating Committee for Agricultural Societies und Vorsitzender des South African Council of Professional Animal Scientists. 1976 war er Präsident des Joint Council of Scientific Societies. Von 1977 bis 1978 war er Vizepräsident des Rates für wissenschaftliche Forschung in Somalia. Von 1978 bis 1980 war er Präsident der South African Association for the Advancement of Science. Zudem wurde er Ratsmitglied der Suid-Afrikaanse Akademie vir Wetenskap en Kuns und 1978 Mitglied im Institute of Biology in London. 1979 wurde er zum Fellow der Royal Society of South Africa gewählt, wo er von 1983 bis 1985 als Vizepräsident fungierte. 
1966 erhielt Joubert den Havenga-Preis für Landwirtschaft der Suid-Afrikaanse Akademie, 1967 die Goldmedaille der South African Society of Animal Production, im selben Jahr die 1967 die Auszeichnung der Junior Chamber of Commerce, 1972 die Senior Captain Scott Medal der South African Biological Society, 1978 die Goldmedaille der Fertilizer Society of South Africa und 1982 die Südafrika-Medaille der South African Association for the Advancement of Science.